# Prefectura Lesbos
Lesbos (greacă Λέσβος) este o prefectură greacă, aflată în Marea Egee. Are în componență insulele Lesbos, Lemnos și insula mai mică Agios Efstratios.

## Municipalități și comunități
| Municipalitate     | Cod YPES | Reședință (dacă e diferită) | Cod poștal    | Cod zonal         |
| ------------------ | -------- | --------------------------- | ------------- | ----------------- |
| Agia Paraskevi     | 3501     |                             | 811 02        | 22520-3           |
| Agiasos            | 3502     |                             | 811 01        | 22520-2           |
| Atsiki             | 3504     |                             | 814 01        | 22530             |
| Eresos-Antissa     | 3506     | Eresos                      | 814 01        | 22530-8           |
| Evergetoulas       | 3507     | Sykounta                    | 811 05        | 22520-9           |
| Gera               | 3505     | Pappados                    | 811 06        | 22510-8           |
| Kalloni            | 3508     |                             | 811 07        | 22530-2           |
| Loutropoli Thermis | 3509     | Thermi                      | 811 00        | 22510-7           |
| Mantamados         | 3510     |                             | 811 04        | 22530-6           |
| Mithymna           | 3511     |                             | 811 07 811 08 | 2220-7            |
| Moudros            | 3512     |                             | 814 01        | 22520-7           |
| Myrina             | 3513     |                             | 814 00        | 22540-2           |
| Mytilene           | 3514     |                             | 811 00        | 22510-2 through 7 |
| Nea Koutali        | 3515     | Kontias                     | 814 00        | 22540-5           |
| Petra              | 3516     |                             | 811 09        | 22530             |
| Plomari            | 3517     |                             | 812 00        | 22530-3           |
| Polichnitos        | 3518     |                             | 813 00        | 22520-4           |
| Comunitate         | Cod YPES | Reședință (dacă e diferită) | Cod poștal    | Cod zonal         |
| Agios Efstratios   | 3503     |                             | 815 00        | 22540-9           |